# Elke Achleitner
Elke Achleitner (* 2. April 1964 in Ried im Innkreis, Oberösterreich) ist eine österreichische Geodätin und Politikerin des BZÖ, bis zur Abspaltung war sie bei der FPÖ.
Nach der Matura am Bundesgymnasium Ried im Innkreis (1982) studierte sie Vermessungswesen an der TU Wien und schloss 1990 mit dem Grad Dipl.-Ing. ab. Nach zwei Jahren als Hochschulassistentin wechselte sie für ein Jahr an die Physikalische Geodäsie der Universität der Bundeswehr München und schloss in Wien ein Postgraduate-Studium Geoinformationswesen an. 1993–98 folgte die Ziviltechniker-Ausbildung in einem Vermessungsbüro und die Abteilung Geodaten-Management am Magistrat Linz. 1995 wurde Achleitner Lektorin am Institut für Geografie der Universität Salzburg.
Die Technikerin ist seit 2001 Mitglied des Gemeinderates von Ried im Innkreis und im gleichnamigen politischen Bezirk Sprecherin der Initiative Freiheitliche Frauen. Im Jahr 2002 wurde sie in den Nationalrat gewählt, schied aber 2006 wegen der vorangegangenen Spaltung von FPÖ und BZÖ wieder aus dem Parlament aus.

## Ehrenzeichen (Auszug)
- Silbernes Ehrenzeichen des Landes Oberösterreich (2007)